# فيليب كاري (فيلسوف)
فيليب كاري (بالإنجليزية: Phillip Cary)‏ هو فيلسوف أمريكي، ولد في 10 يونيو 1958.

## وصلات خارجية
- فيليب كاري على موقع ميوزك برينز (الإنجليزية)
- فيليب كاري على موقع ميوزك برينز (الإنجليزية)